# Аппарат полномочного представителя президента Российской Федерации
Аппарат полномочного представителя президента Российской Федерации — исполнительный орган представительства президента Российской Федерации в федеральных округах. Аппарат полномочного представителя президента Российской Федерации в федеральном округе является структурным подразделением Администрации президента Российской Федерации и осуществляет свои полномочия на основании Указа президента Российской Федерации от 13 мая 2000 года № 849 «О полномочном представителе Президента Российской Федерации в федеральном округе».
Состоит (в зависимости от федерального округа) из:
- заместителей полномочного представителя президента Российской Федерации;
- помощников полномочного представителя президента Российской Федерации;
- главных федеральных инспекторов;
- начальников департаментов аппарата полномочного представителя президента Российской Федерации;
- представителях президента Российской Федерации в квалификационных коллегиях судей (назначаются из числа главных федеральных и федеральных инспекторов).